# Последний подарок
«Последний подарок» (англ. The Ultimate Gift) — драматический кинофильм режиссёра Майкла О. Сажбела по одноимённому роману Джима Стовела. Слоган фильма: «Some things are worth more than money» (рус. «Некоторые вещи дороже денег»). Мировая премьера состоялась 20 октября 2006 года. Рейтинг MPAA: рекомендуется присутствие родителей.

## Сюжет
Джейсон Стивенс никогда в жизни не работал. Миллионер, Говард Стивенс, финансирует всех членов своей семьи, включая своего внучатого племянника Джейсона. Перед смертью Говард ощущает тяжесть того вреда, который он, возможно, нанёс членам своей семьи, давая им все, что они хотят. Когда Говард умирает, Джейсон получает большой сюрприз: он единственный в семье, кто не получает ничего в наследство — по крайней мере, пока. Дед разработал специальный интенсивный курс обучения жизни: двенадцать заданий, которые он назвал «Дарами», и которые должен выполнить Джейсон для получения своего «секретного» наследства. У Джейсона есть выбор — или ничего не получить, или воспользоваться шансом: выполнить задания и узнать, какой сюрприз приготовил ему Говард в конце путешествия. Преодолевая все задания, Джейсон осознает, что в жизни есть вещи подороже денег.

## В ролях
| Актёр           | Роль            |
| --------------- | --------------- |
| Дрю Фуллер      | Джейсон Стивенс |
| Джеймс Гарнер   | Говард Стивенс  |
| Билл Коббс      | Тед Гамильтон   |
| Ли Меривезер    | Мисс Хейстингсе |
| Джордж Ли       | Пастор          |
| Бретт Райс      | Билл Стивенс    |
| Давид Морин     | Джек Стивенс    |
| Эбигейл Бреслин | Эмили Роуз      |
| Али Хиллис      | Алексия         |
| Донна Черри     | Сара Стивенс    |
| Марк Джой       | адвокат Билл    |

## Список подарков
1. Дар работы
2. Дар друзей
3. Дар денег
4. Дар семьи
5. Дар обучения
6. Дар проблем
7. Дар радости
8. Дар мечты
9. Дар дарения
10. Дар признательности
11. Дар идеального дня
12. Дар любви

## Саундтрек
| №   | Название                            | Автор(ы)                       | Оригинал                                  | Длительность |
| --- | ----------------------------------- | ------------------------------ | ----------------------------------------- | ------------ |
| 1.  | «My Mom Says I'm Cool»              | Arlen                          | Arlen                                     |              |
| 2.  | «Dodge City Rockers»                | Fort Knox Five и Mustafa Akbar | Steven Albert, Sid Barcelona, Jon Horvath |              |
| 3.  | «Crazy»                             | Пэтси Клайн                    | Вилли Нельсон                             |              |
| 4.  | «Gotta Serve Somebody»              | Боб Дилан                      | Боб Дилан                                 |              |
| 5.  | «Simple Gifts»                      | Los Angeles Guitar Quartet     | Аарон Копленд                             |              |
| 6.  | «The Thrill Is Gone»                | Би Би Кинг                     | Rick Darnell и Roy Hawkins                |              |
| 7.  | «The Arrival Of The Queen Of Sheba» | Los Angeles Guitar Quartet     | Георг Фридрих Гендель                     |              |
| 8.  | «Caramba»                           | Tierra Caliente                |                                           |              |
| 9.  | «Arrullo»                           | La Voz De Ninos Dios           |                                           |              |
| 10. | «On Fire»                           | Switchfoot                     | Jon Foreman и Daniel Victor               |              |
| 11. | «Breathe Me»                        | Dan Carey и Сиэ Фёрлер         |                                           |              |
| 12. | «Something Changed»                 | Sara Groves                    | Sara Groves                               |              |
| 13. | «Legacy»                            | Ed Goggin                      | Kelly Morrison                            |              |